# Tytus, Romek i A’Tomek księga VIII
Tytus, Romek i A’Tomek księga VIII – ósmy kolejny komiks z serii Tytus, Romek i A’Tomek o przygodach trzech przyjaciół Tytusa, Romka i A’Tomka. 
Autorem scenariusza i rysunków jest Henryk Jerzy Chmielewski. Album ten ukazał się w roku 1973 nakładem Wydawnictwa Harcerskiego Horyzonty. W ramach oszczędności album był drukowany każdy arkusz tylko z jednej strony w kolorach, przez to kolejne strony książeczki są na przemian kolorowe i czarno-białe. Potocznie księga ta ma opis - Tytus zdobywa sprawność astronoma. Na końcu książeczki umieszczono plan lekcji i horoskop ułożony przez Tytusa.

## Fabuła komiksu
Drużyna harcerska, do której należą Tytus, Romek i A’Tomek uczestniczy w akcji Frombork 1001 i porządkują miejsca, w których przebywał Mikołaj Kopernik. Po dwóch, trzech latach chłopcy postanawiają zdobyć sprawność astronoma i w tym celu rozpoczynają obserwacje nocnego nieba, na strychu urządzają „dostrzegalnię” astronomiczną, studiują Regulamin sprawności astronoma. W tym czasie dostają od profesora Prof. T.Alenta aparacik, który potrafi przenosić w czasie i przestrzeni, a chłopcom ma ułatwić poznanie życia Mikołaja Kopernika. Na początek przenoszą się do średniowiecznego Torunia. Potem wskutek wypadku do średniowiecznego zamczyska, o które walczą Krzyżacy. W międzyczasie aparacik kradnie astrolog, ale udaje się go chłopcom odzyskać. Później bohaterowie przenoszą się do Krakowa, gdzie wraz z Kopernikiem studiują na uniwersytecie. Potem odwiedzają go w XVI wiecznych Włoszech. Na koniec przemieszczają się do Fromborka gdzie pomagają Kopernikowi w dziele De revolutionibus orbium coelestium (O obrotach sfer niebieskich) i w obronie grodu przed Krzyżakami. W drodze do Krakowa napadnięci przez Krzyżaków przenoszą się do średniowiecznej knajpy i potem czasów im współczesnych, gdzie stwierdzają zepsucie się aparaciku.

## Wydania
- wydanie I 1973 - Wydawnictwo Harcerskie Horyzonty, nakład: 100 000 egzemplarzy
- wydanie II 1975 - Wydawnictwo Harcerskie Horyzonty, nakład: 50 000 egzemplarzy
- wydanie III 1988 - Młodzieżowa Agencja Wydawnicza, nakład: 300 000 egzemplarzy
- wydanie IV (wydanie zbiorowe jako Złota księga przygód II) 2002 - Prószyński i S-ka, nakład: 15 000 egzemplarzy
- wydanie V 2009 - Prószyński Media, ISBN 978-8389-32-5